# حريق شارع بيونيرسكا
حريق شارع بيونيرسكا كان حريق متعمد نفذته قوات صرب البوسنة والهرسك في فيزيغراد شرق البوسنة والهرسك في 14 يونيو 1992 حيث قُتل 59 من النساء والأطفال والمسنين البوسنيين من خلال حبسهم في غرفة واحدة في منزل والتي كانت ثم أشعلوا فيها النار.

## المحاكمة
في 20 يوليو 2009 حُكم على ميلان لوكيتش وسريدوي لوكيتش بالسجن المؤبد والسجن لمدة 30 عام على التوالي لارتكاب جرائم شملت حريق شارع بيونيرسكا وقتل ما لا يقل عن 60 من المدنيين البوسنيين في حريق بيكافاتش في 27 يونيو 1992 عندما تم إجبار المدنيين على اقتحام المنزل وسد جميع المخارج وإلقاء العديد من العبوات الناسفة والبنزين مما أدى إلى اشتعال النار في المنزل.
تبين أنه في 14 يونيه 1992 أثناء التطهير العرقي لوادي درينا من قبل صرب البوسنة والهرسك تم حبس 70 امرأة وأطفال وشيوخ من البوسنيين معظمهم من قرية كوريتنيك في منزل في شارع بيونيرسكا في فيزيغراد من أبناء العم ميلان وسريدوي لوكيتش. تم حبسهم في غرفة واحدة من المنزل ثم أضرمت فيها النيران. تم العثور على ميلان لوكيتش ألقى عبوة ناسفة في الغرفة مما أدى إلى اشتعال النار في المنزل. توفي 59 من شاغليها. أطلق لوكيتش النار على أشخاص حاولوا الفرار من المنزل المحترق. وشهد جميع الناجين الذين ما زالوا على قيد الحياة في المحاكمة.
عندما لخص القاضي باتريك روبنسون نتائج المحكمة الجنائية الدولية ليوغوسلافيا السابقة بعد محاكمة ميلان وسريدوي لوكيتش لاحظ ما يلي:
مشارك مزعوم رادومير شوشنيار اعتقل في فرنسا في 4 أبريل 2014. تم تسليمه إلى البوسنة والهرسك في يونيو 2018 لمواجهة اتهامات تتعلق بالحريق. في 30 أكتوبر 2019 حُكم عليه بالسجن 20 عام بتهمة ارتكاب جرائم حرب لتورطه في حادثة الحريق.